# Mesaad Al-Hamad
Mesaad Al-Hamad (Saná, Yemen del Norte; 11 de febrero de 1986) es un exfutbolista catarí nacido en Yemen que jugaba en la posición de defensa.

## Carrera

### Club
| Periodo   | Club            | Apariciones | Goles |
| --------- | --------------- | ----------- | ----- |
| 2004–2014 | Al Sadd SC      | 152         | 4     |
| 2014–2015 | Al-Ahli Doha    | 6           | 0     |
| 2015–2016 | Umm-Salal SC    | 3           | 0     |
| 2016      | Al-Wakrah SC    | 0           | 0     |
| 2016-2020 | Al-Shahaniya SC | 50          | 1     |
| 2020      | Muaither SC     | 0           | 0     |

### Selección nacional
Jugó para Catar en 34 ocasiones de 2006 a 2012, participó en dos ediciones de la Copa Asiática y ganó la medalla de oro en los Juegos Asiáticos de 2006.

## Logros

### Club
- Liga de fútbol de Catar (4): 2004, 2006, 2007, 2013
- Copa de Catar (2): 2005, 2007
- Copa Príncipe de la Corona de Catar (3): 2006, 2007, 2008
- Copa del Jeque Jassem (1): 2006
- Liga de Campeones de la AFC (1): 2011

### Selección nacional
- Juegos Asiáticos (1): 2006